# Levandulové víno

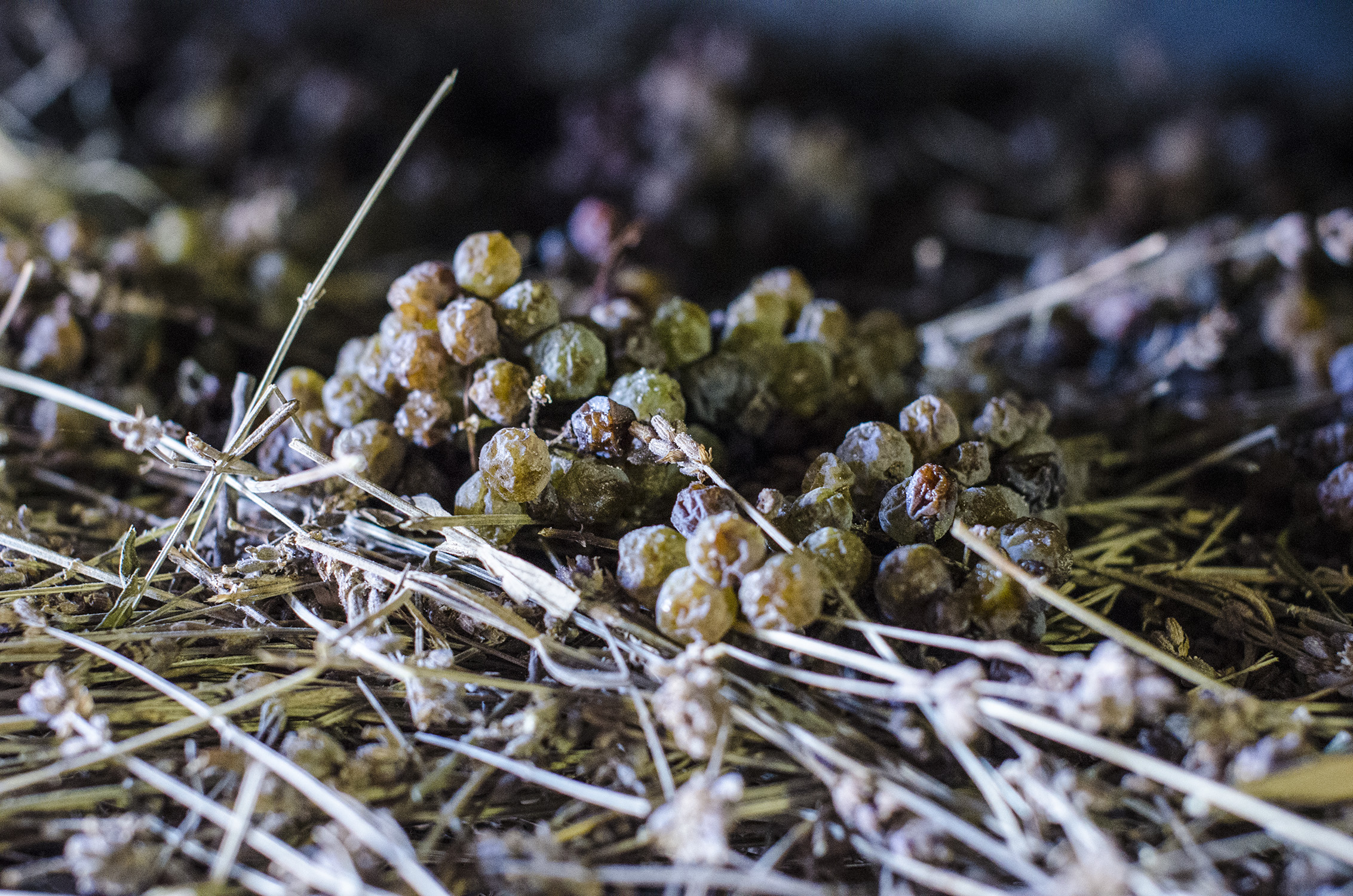
Hrozny na levanduli

Levandulové víno je typ aromatizovaného vína, které bylo vyrobeno z hroznů révy vinné a bylinných částí levandule lékařské. Cílem výroby je obohacení vína vyráběného z hroznů révy o další chuťové, aromatické látky a antioxidanty (třísloviny, silice, terpeny) přítomné v levanduli. Minimální množství levandule je 0,001 g/1l šťávy nebo hotového vína. 

## Výroba
Výroba levandulového vína vychází z procesu výroby slaměných vín. Hrozny pro výrobu levandulového vína jsou uloženy na lože z usušených květů levandule a následně zde vysychají. Po dostatečném vysušení jsou hrozny vylisovány a macerovány s květy levandule lékařské.

## Dostupnost
Levandulové víno bylo v roce 2015 patentováno vinařem Petrem Marcinčákem, který je jeho jediným producentem. Víno je dostupné pouze rozlévané v hotelu manželů Marciňákových v Mikulově.